# マントル対流説

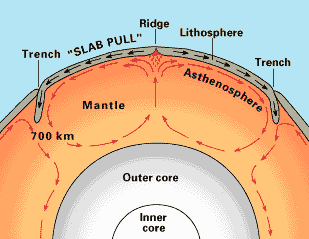
対流の概念図

マントル対流説（マントルたいりゅうせつ）とは、マントル内に熱対流が存在し、地殻運動の原因とする説。マントル熱対流説ともいう。

## 歴史
1912年にアルフレッド・ウェゲナーによって提唱された大陸移動説の最大の障害となったのは、「大陸が移動するための機構・力が何であるか説明できない」ことだった。大陸を動かす力として、赤道部分のふくらみから生ずる引力や潮汐力が考えられたが、どれも大陸を動かすには小さすぎたのである。1928年にアーサー・ホームズは、グラスゴーで開かれた地質学会における講演において、地球内部（マントル上部）における熱対流を想定することでこの問題が解決できることを示唆した。1930年頃から、収縮説に代わるものとして現れていたが、1958年、オランダの地球物理学者フェリックス・ベニング・マイネスが地球上の造構造作用をこの立場から論じたのに始まり、海洋底拡大説へ発展した。さらにプレートテクトニクスやプルームテクトニクスが提唱されるようになった。